# Tuchan
Tuchan är en kommun i departementet Aude i regionen Occitanien  i södra Frankrike. Kommunen ligger  i kantonen Tuchan som ligger i arrondissementet Narbonne. År 2022 hade Tuchan 790 invånare.

## Befolkningsutveckling
Antalet invånare i kommunen Tuchan
Referens: INSEE

## Galleri

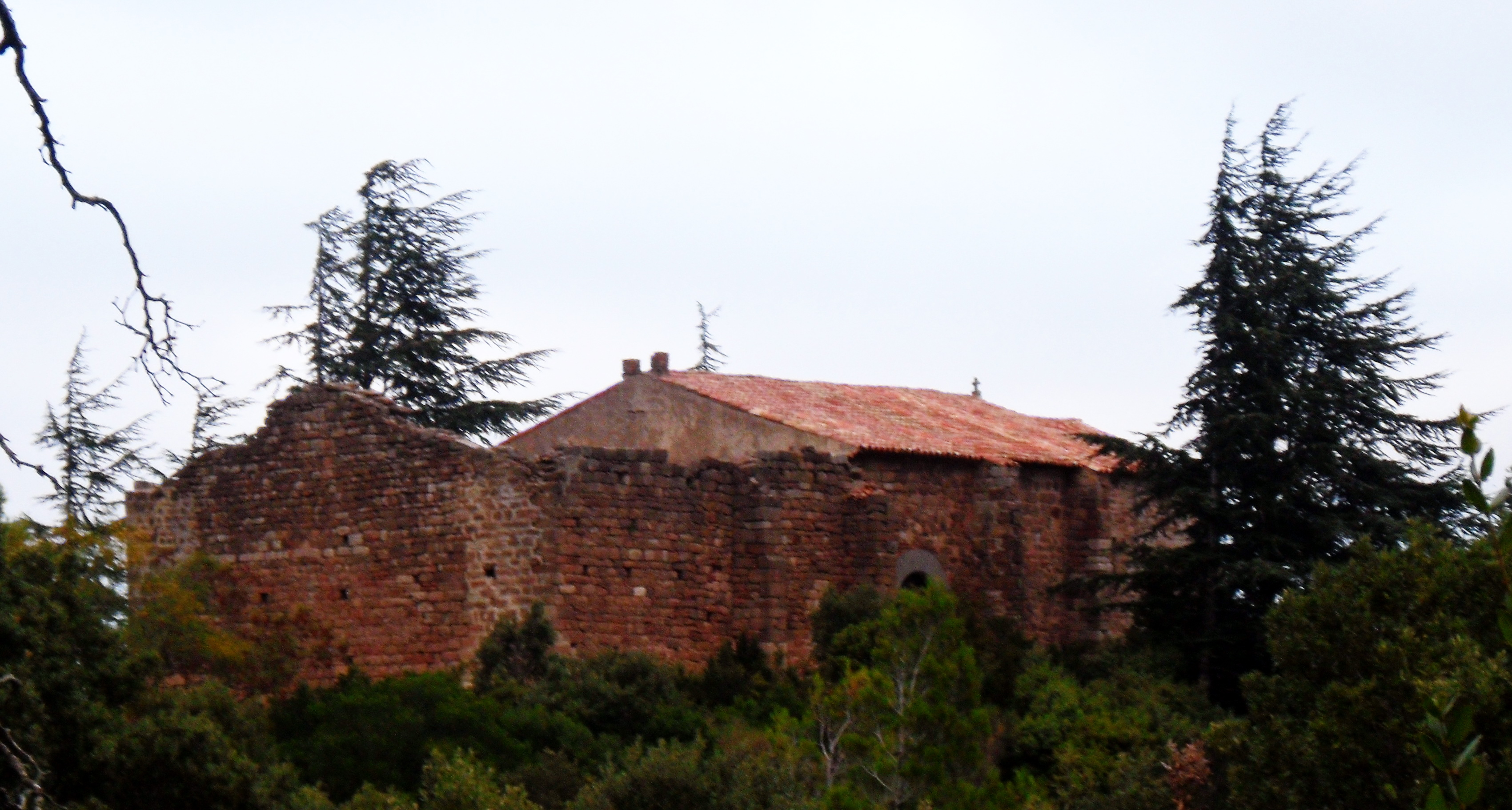
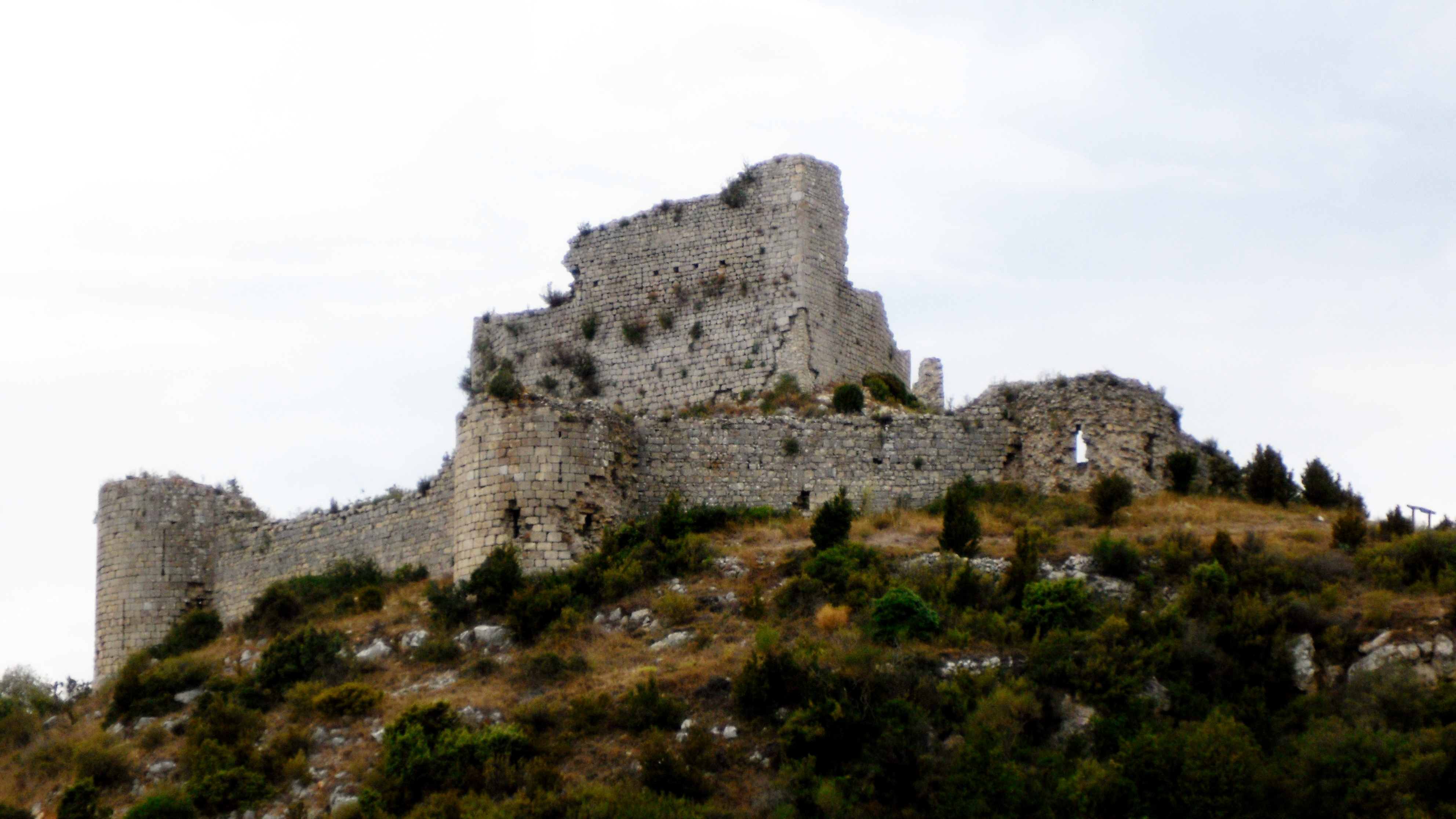
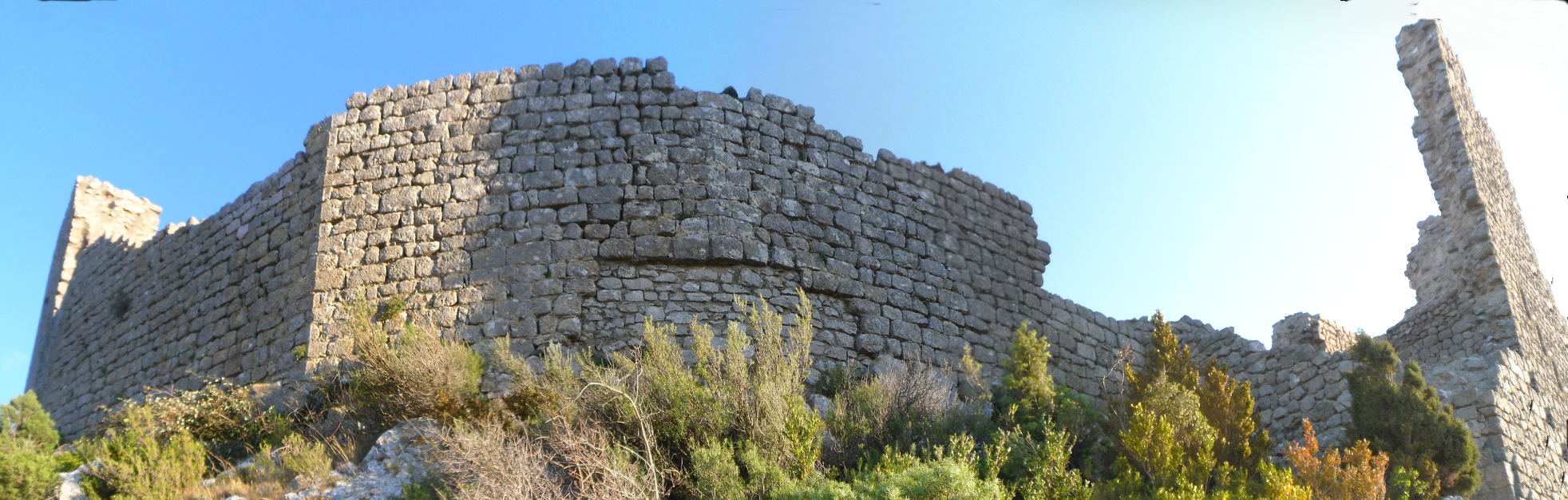
Chateau d'Aguilar
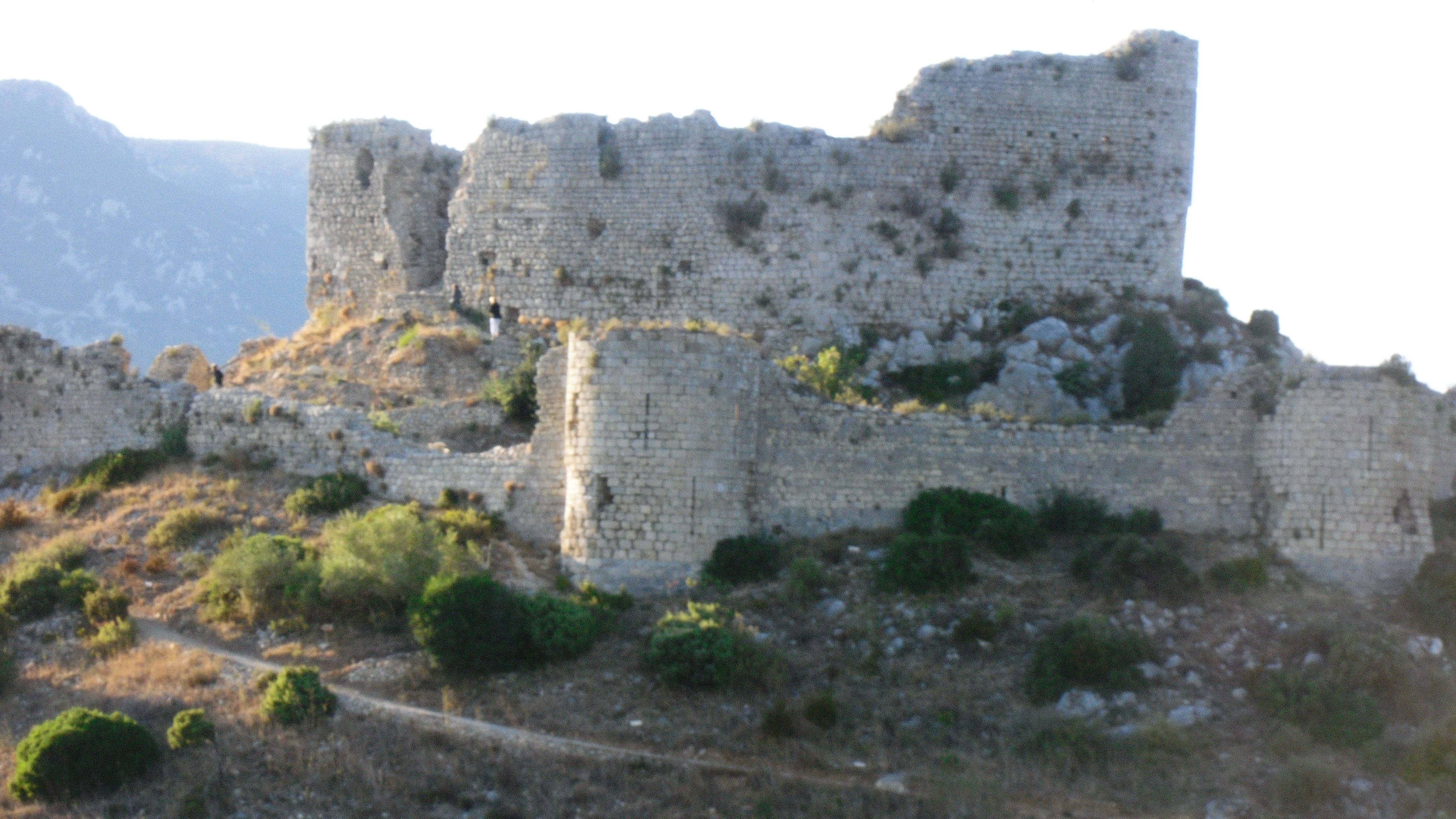
Chateau d'Aguilar
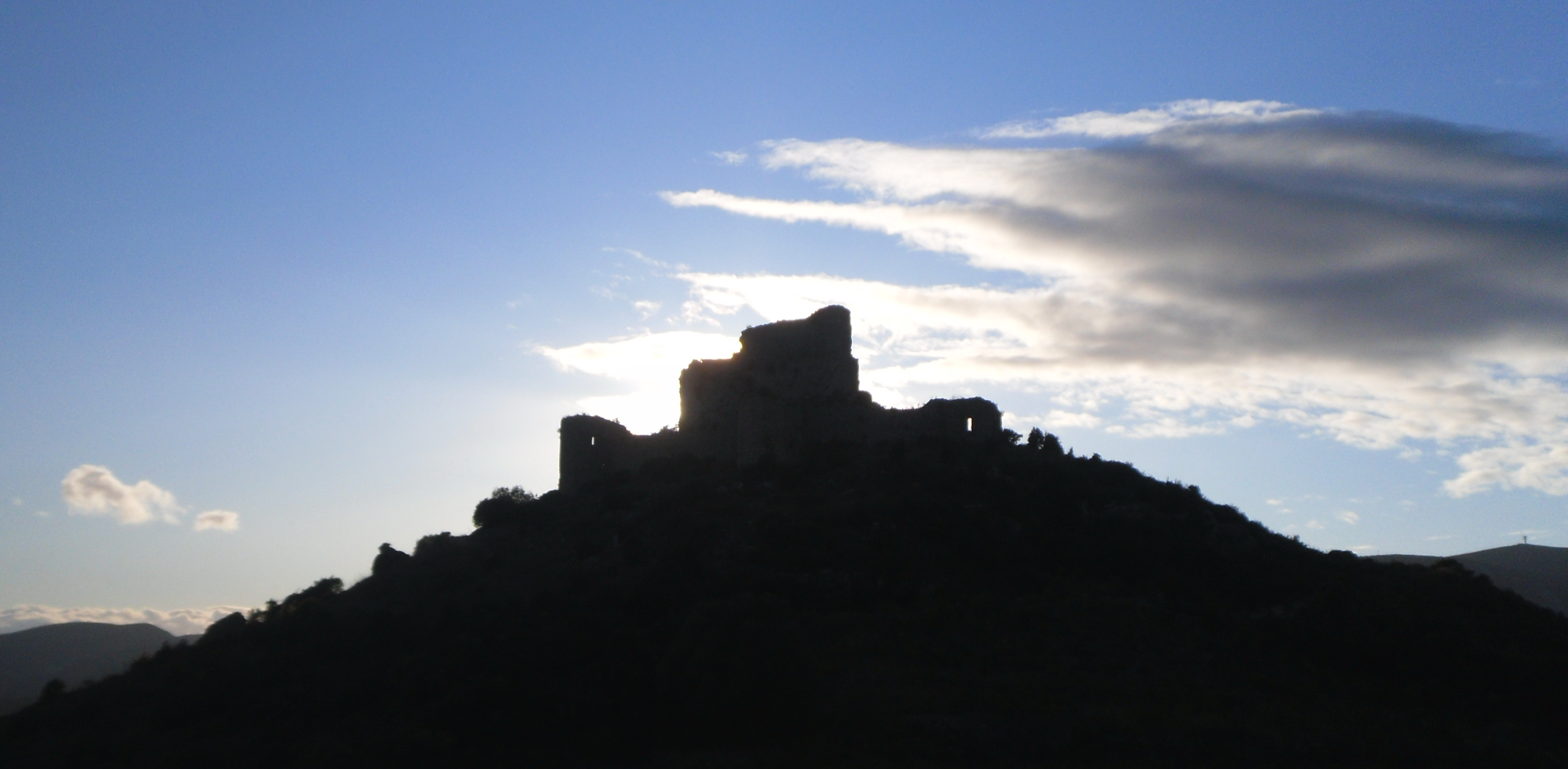
Chateau d'Aguilar
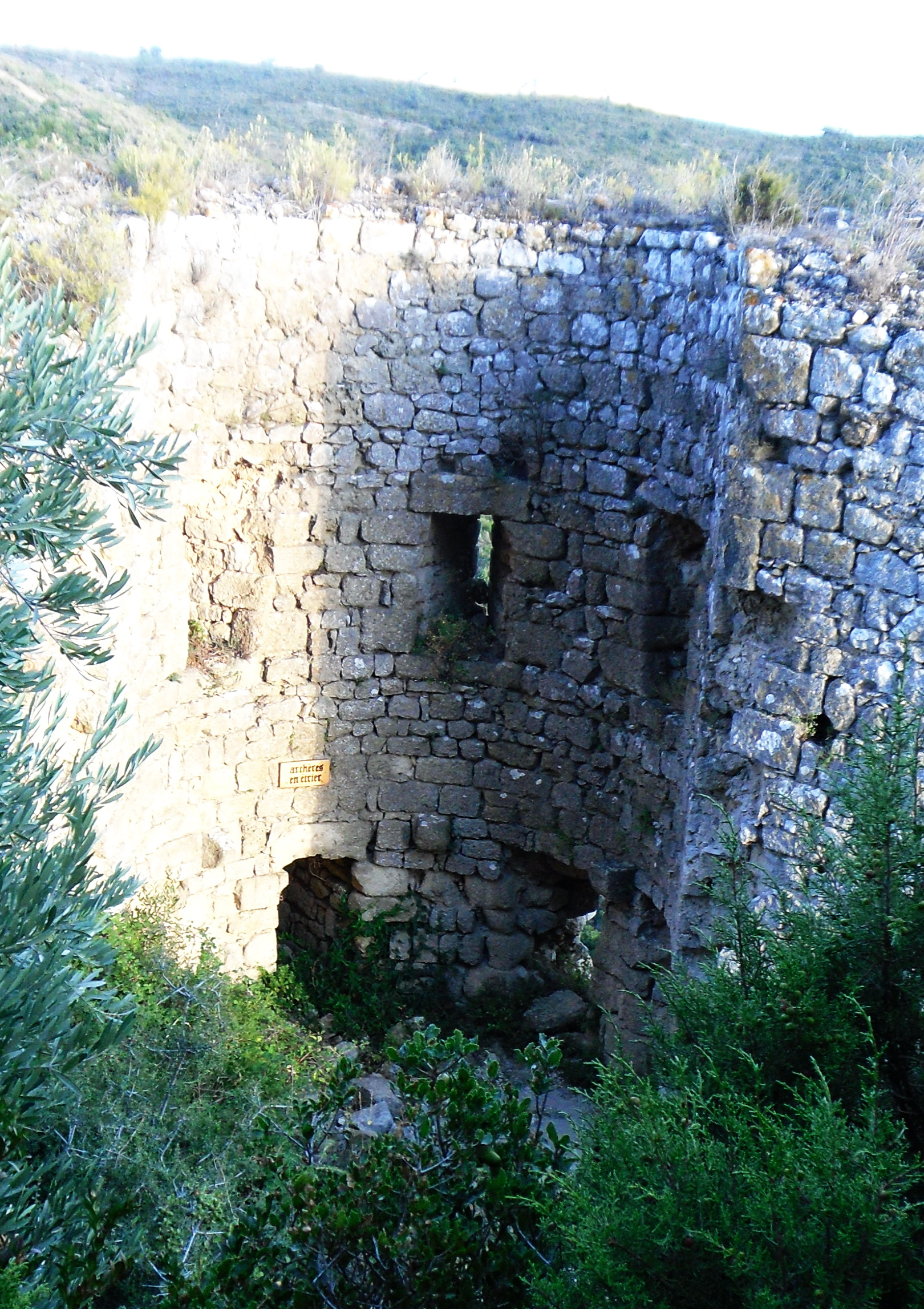
Chateau d'Aguilar
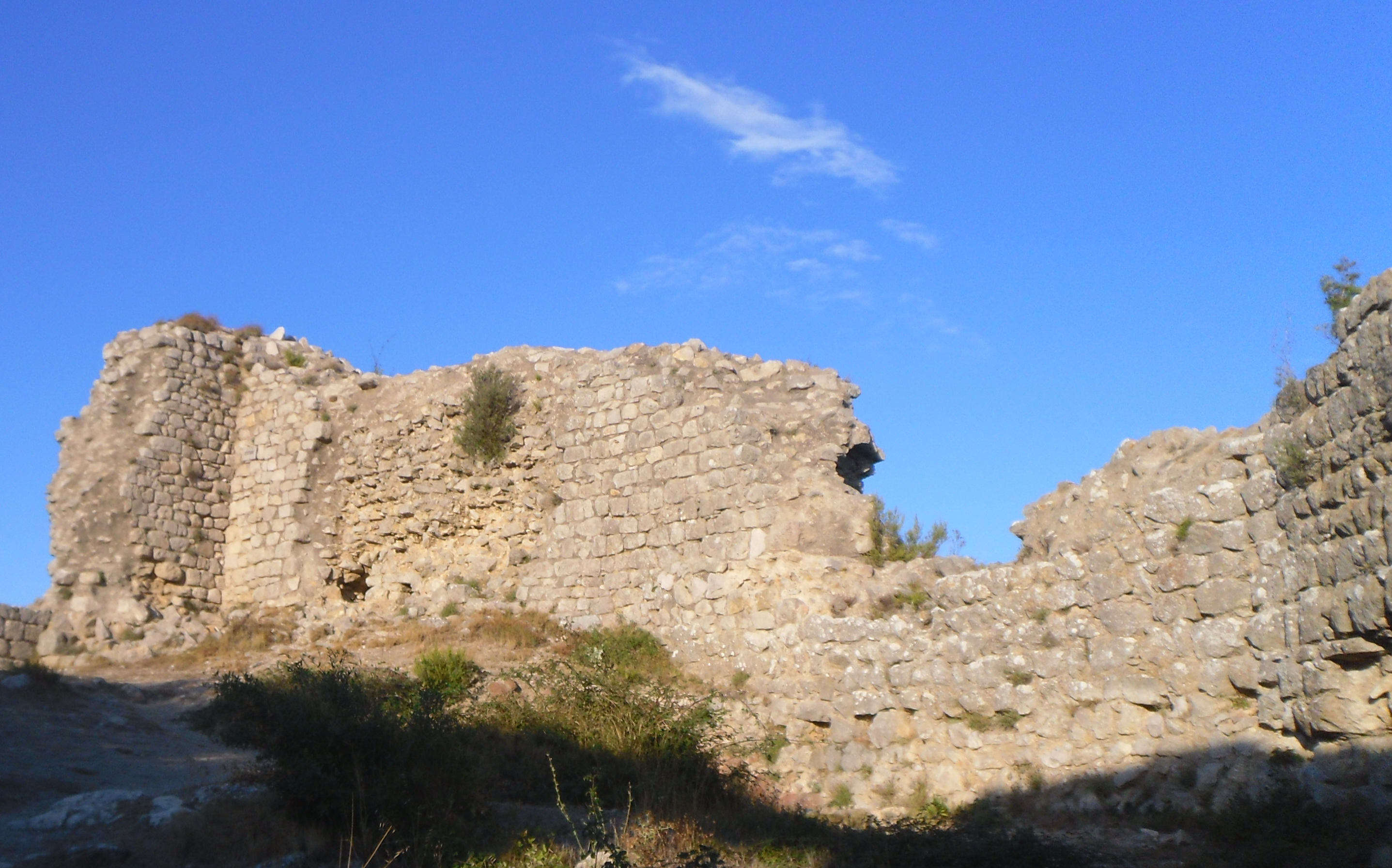
Chateau d'Aguilar
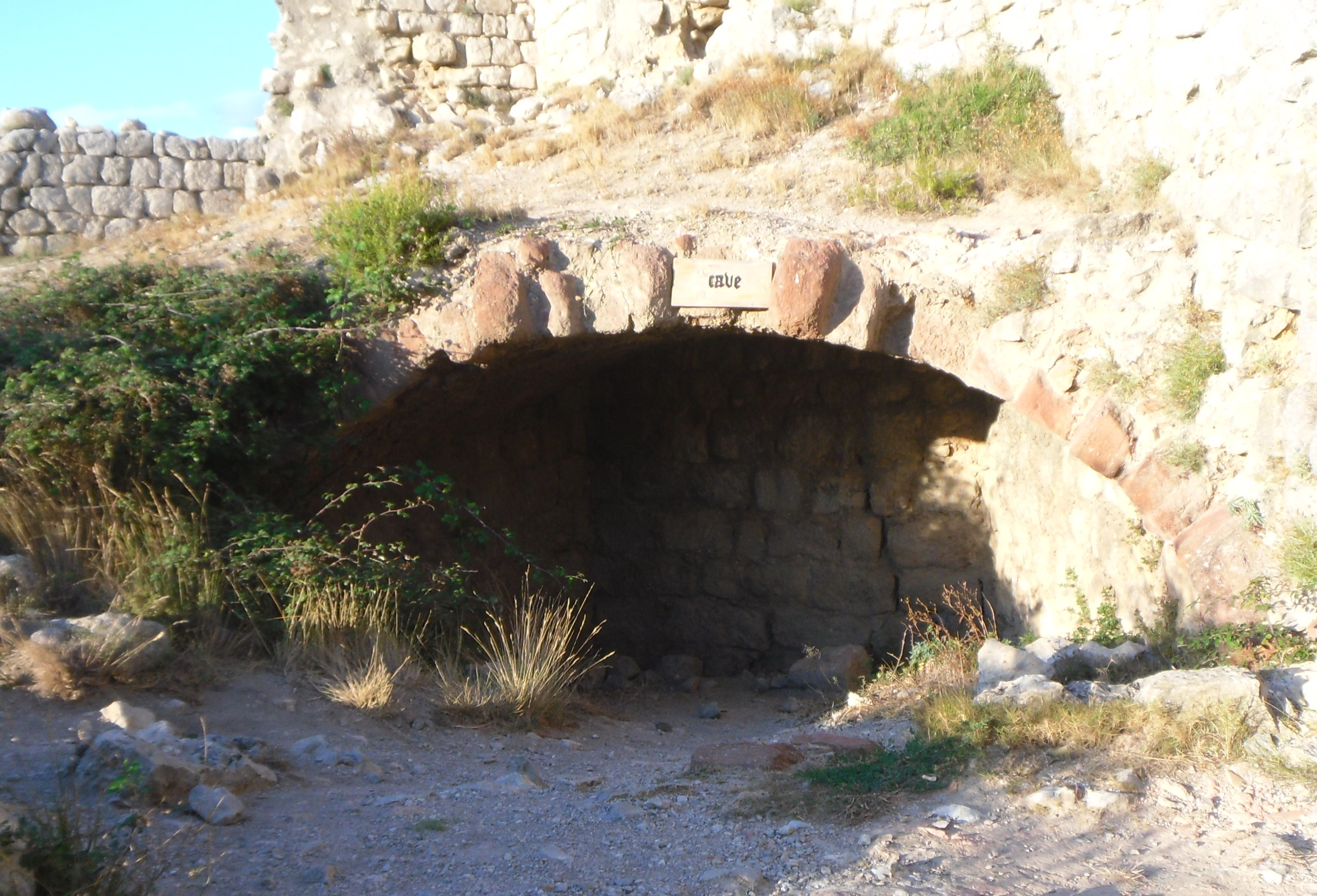
Chateau d'Aguilar
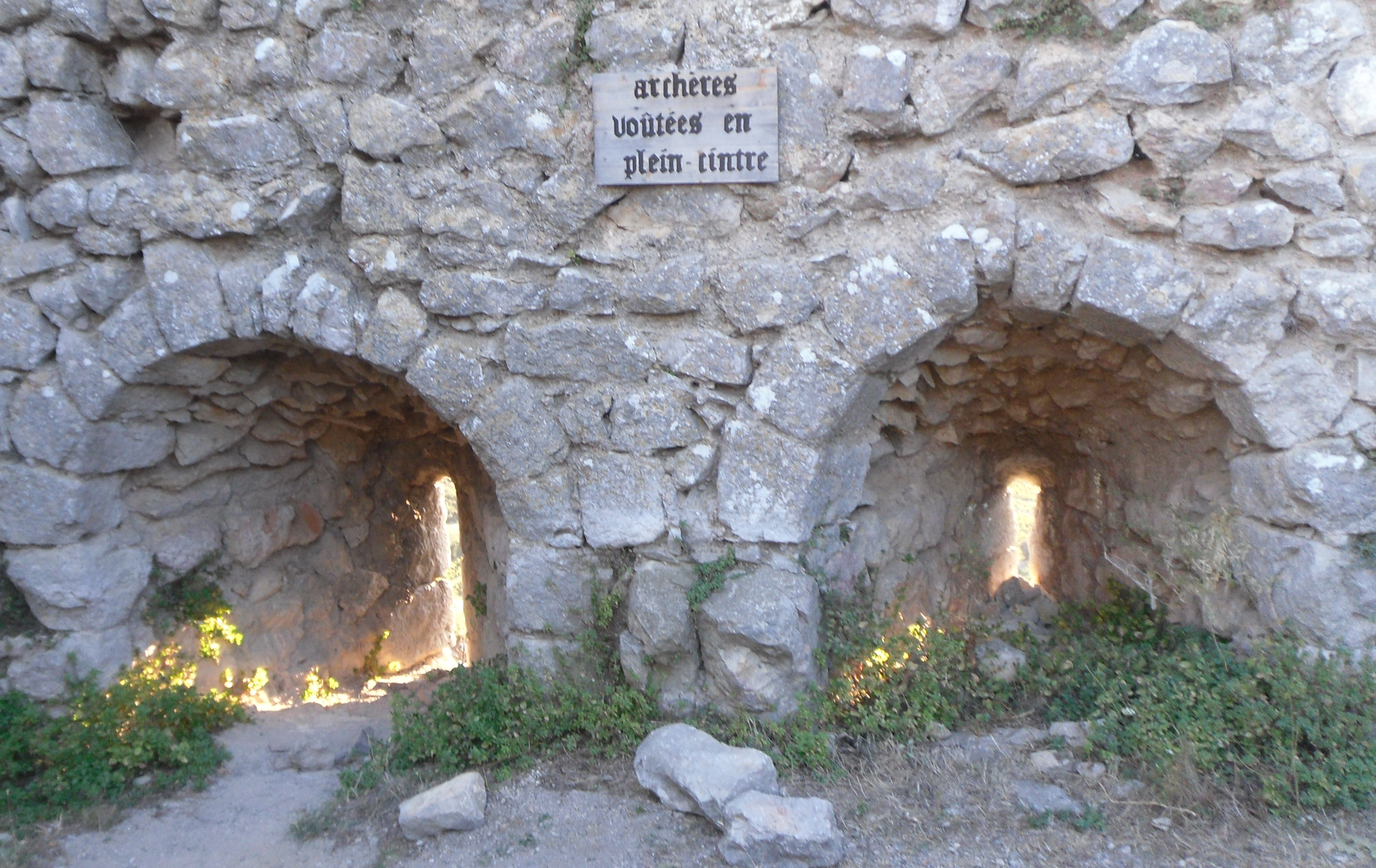
Chateau d'Aguilar
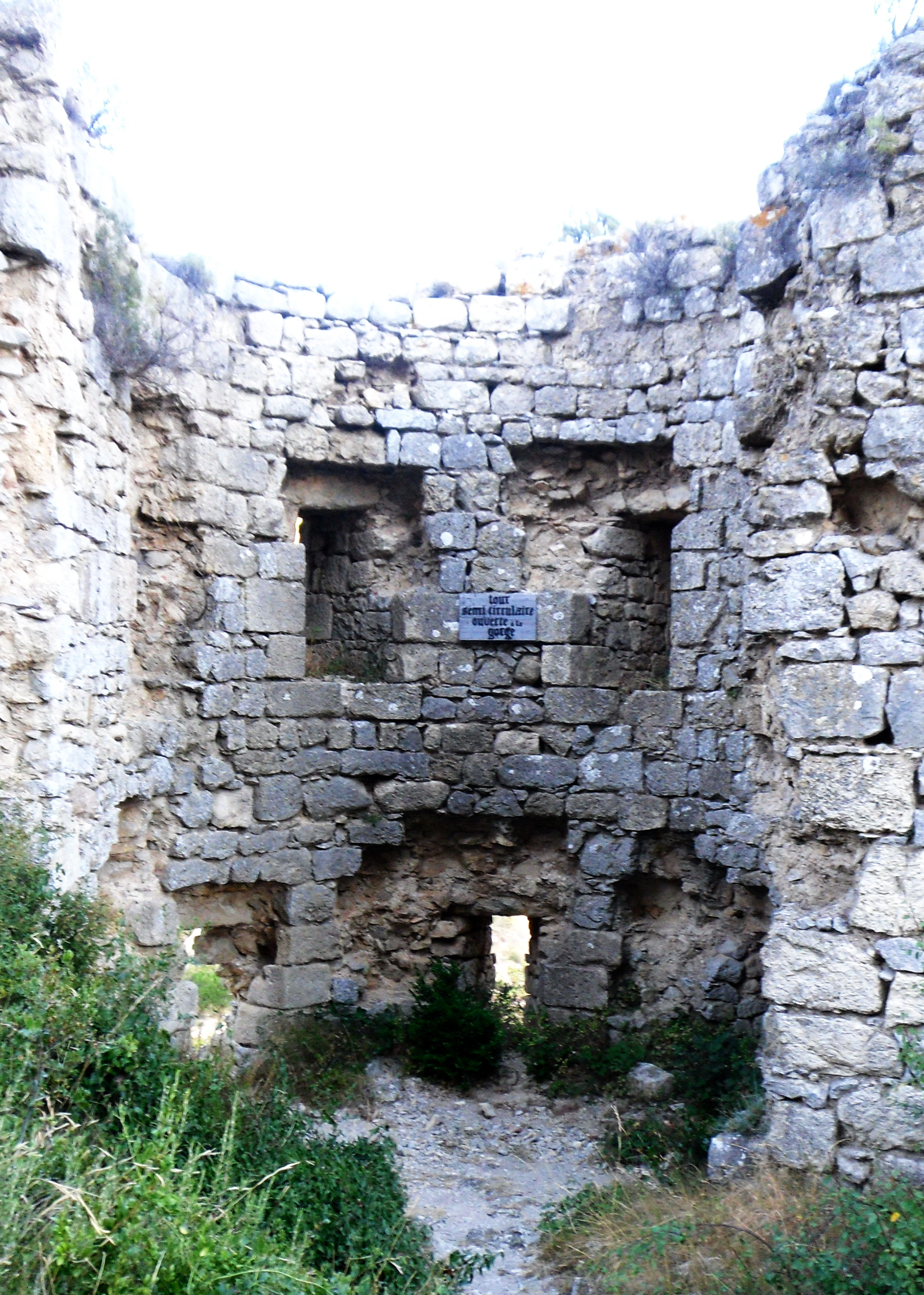
Chateau d'Aguilar
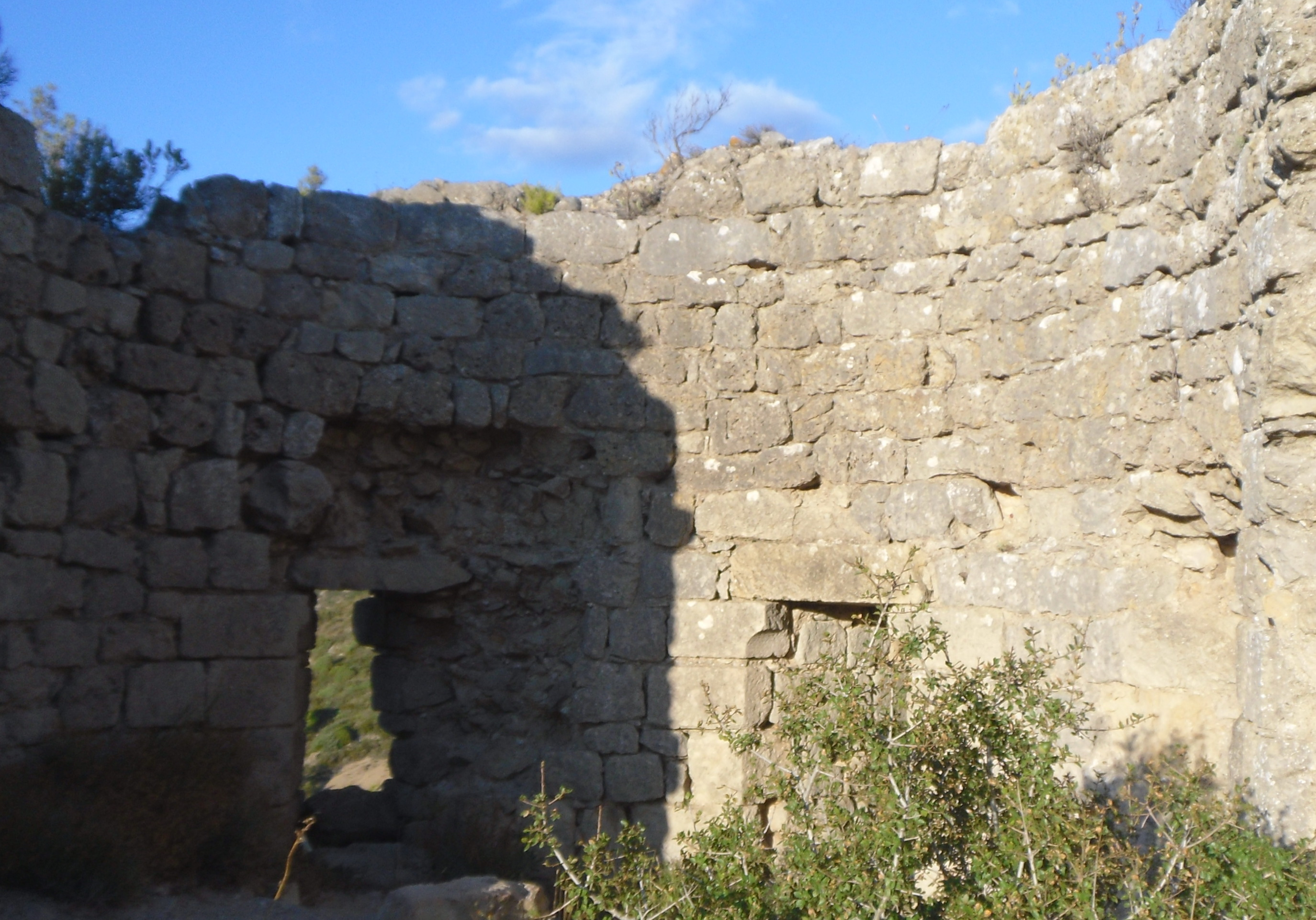
Chateau d'Aguilar
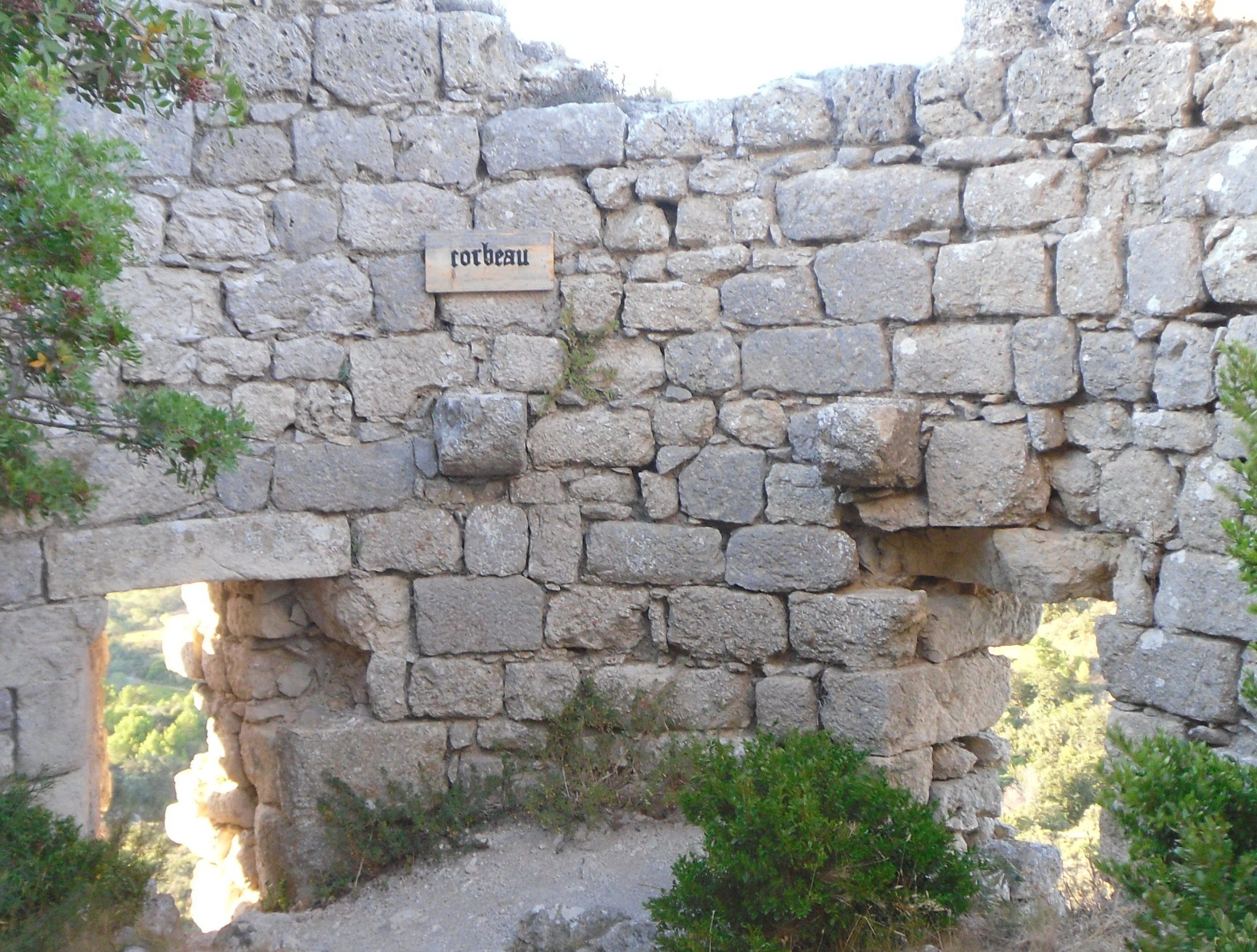
Chateau d'Aguilar
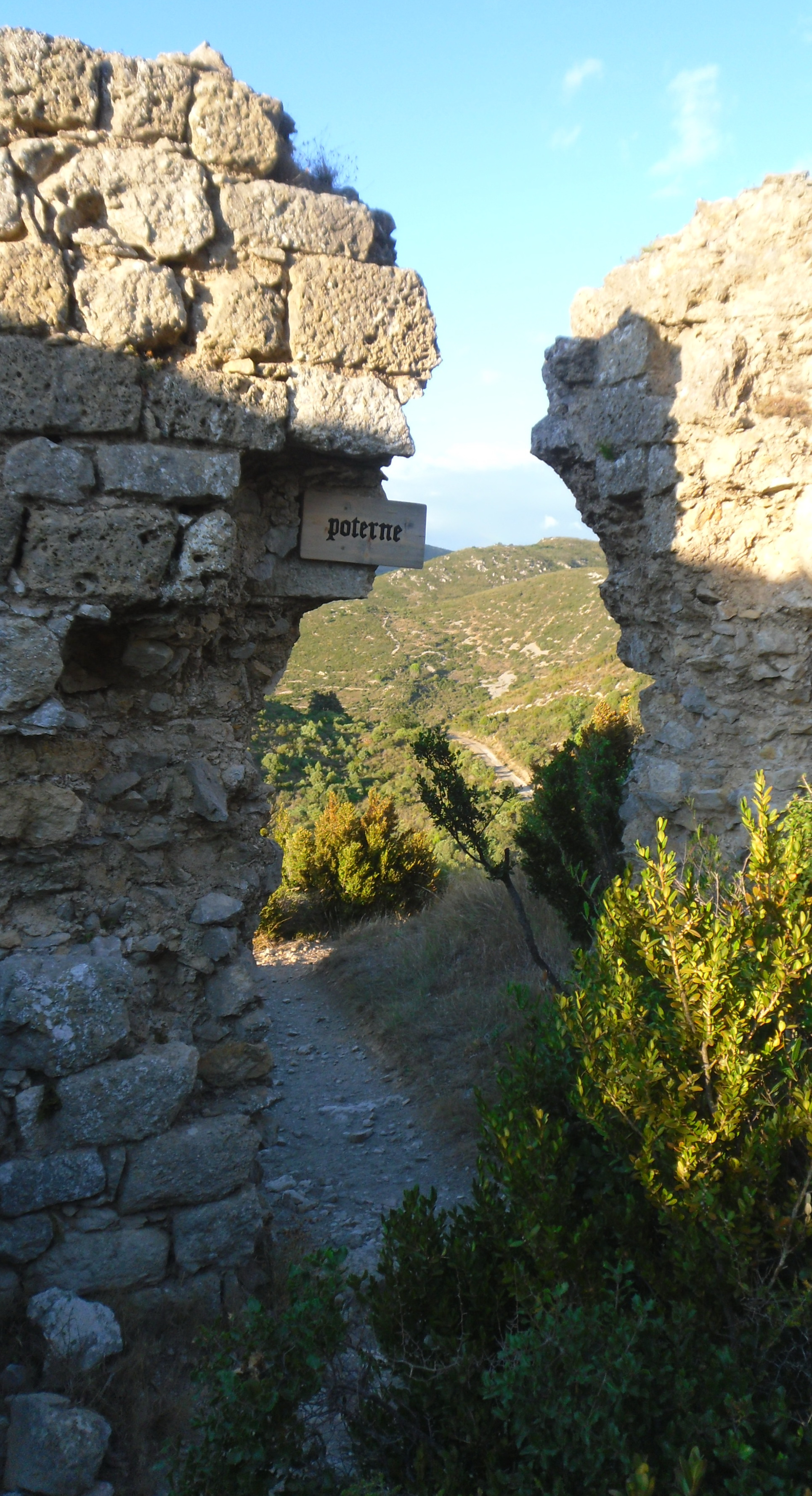
Chateau d'Aguilar
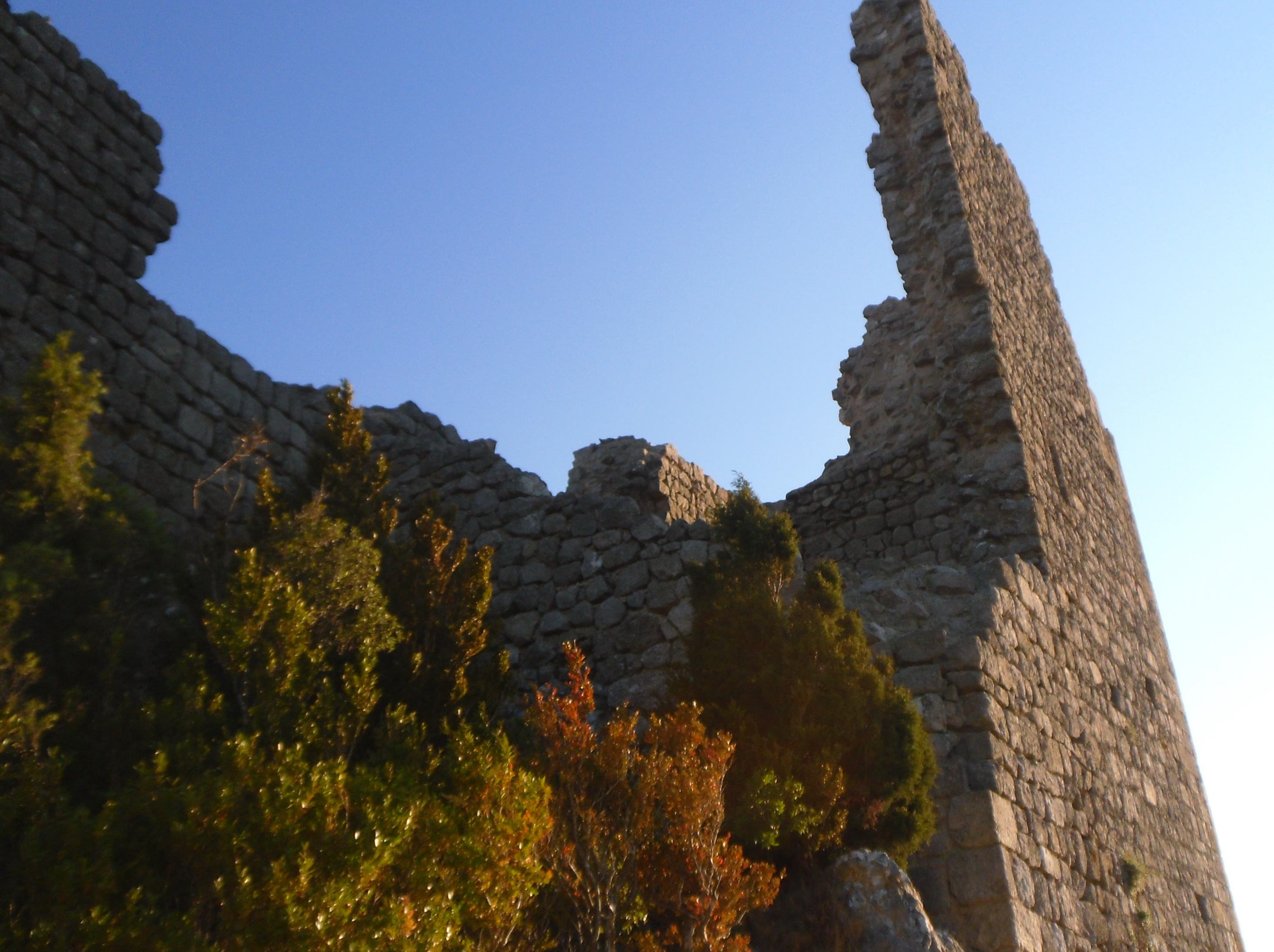
Chateau d'Aguilar
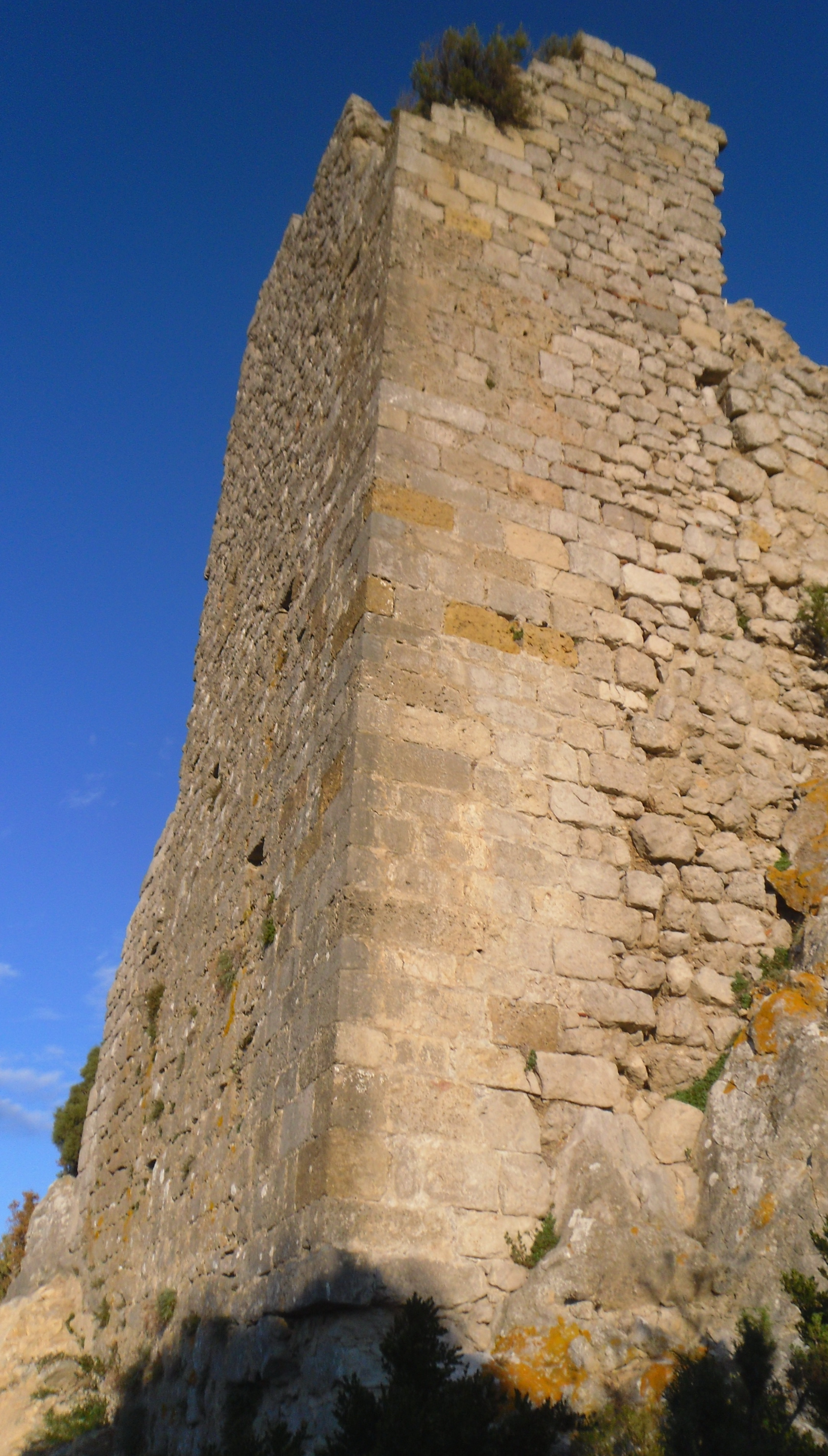
Chateau d'Aguilar
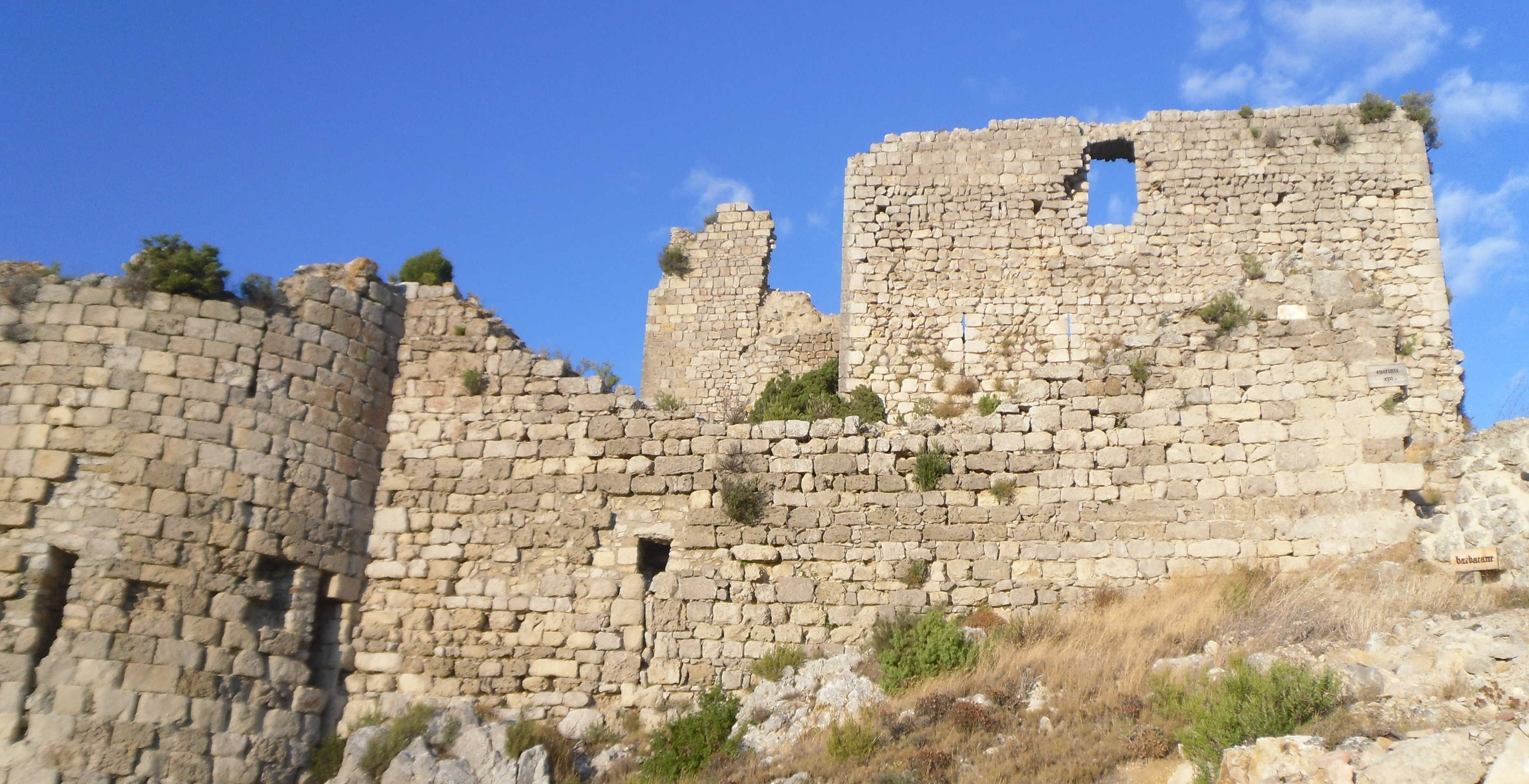
Chateau d'Aguilar
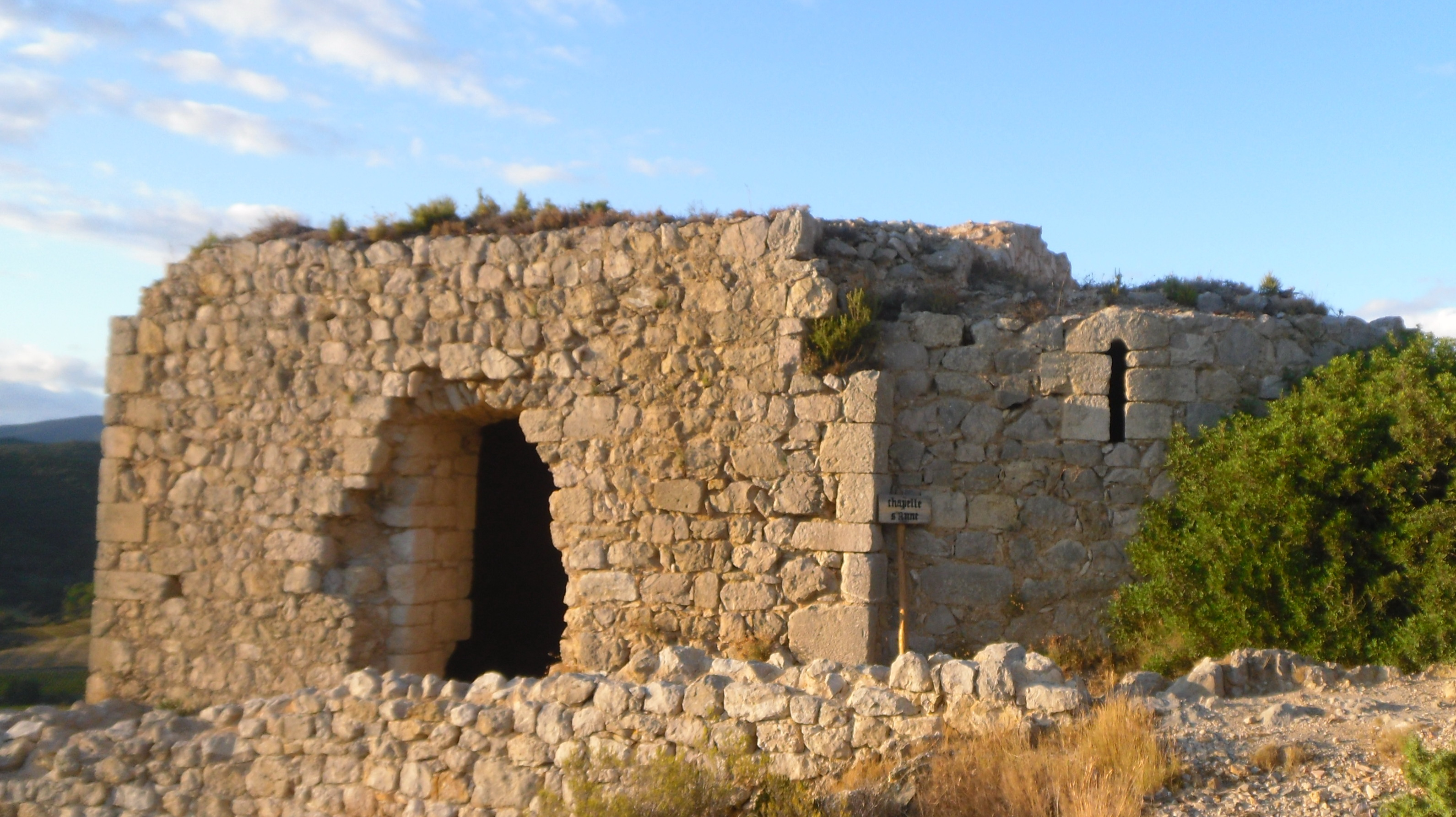
Chateau d'Aguilar
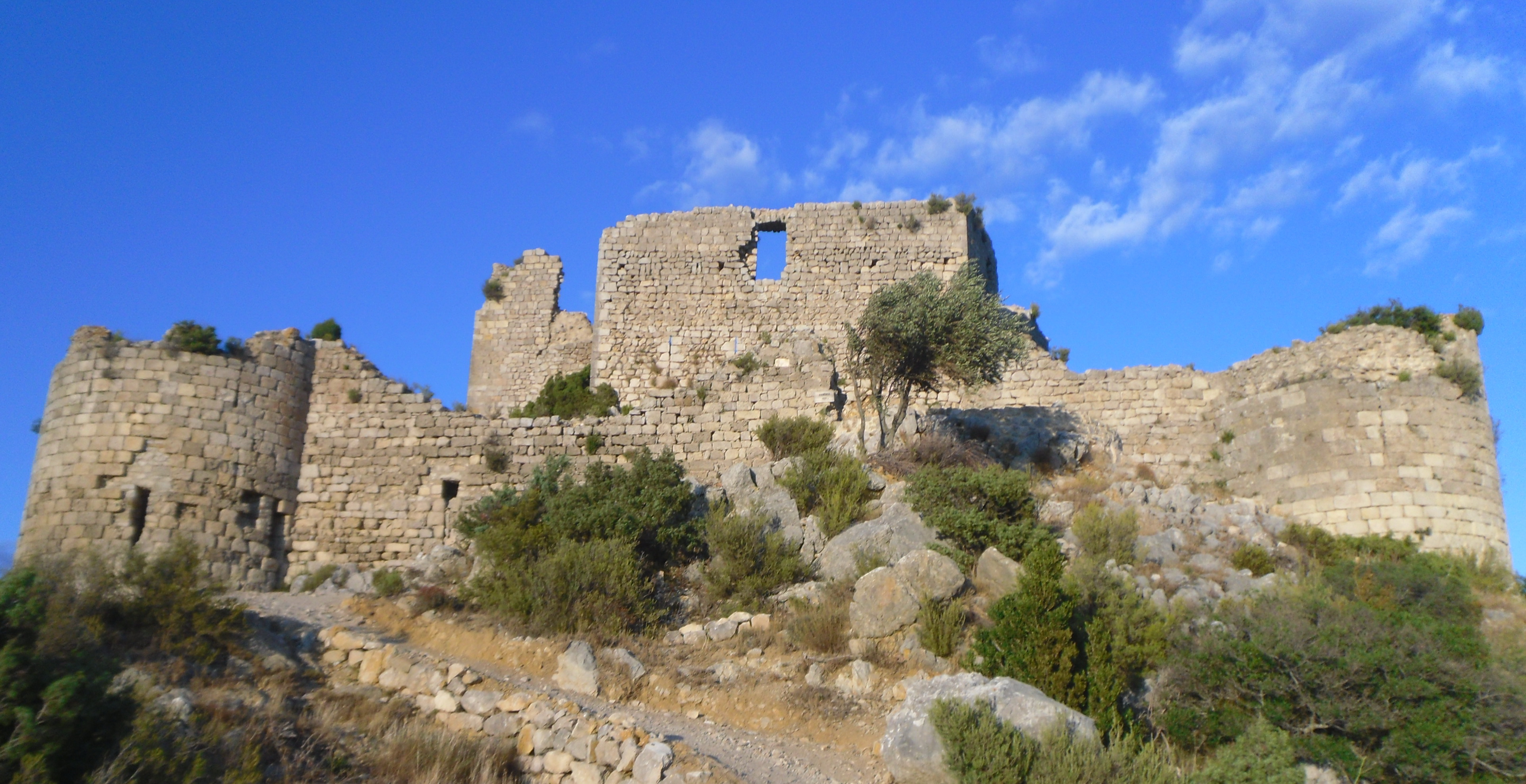
Chateau d'Aguilar